# 高劳邦茨
高劳邦茨，是匈牙利佐洛州所辖的一个村，总面积18.56平方公里，总人口734，人口密度39.5人/平方公里（2010年1月1日）。